# Joseph Cardijn
Joseph-Léon Cardijn (Schaerbeek, 13 de noviembre de 1882 - Lovaina, 24 de julio de 1967), conocido como Joseph Cardijn, fue un prelado belga que trabajó por el compromiso social de la Iglesia católica en los comienzos del siglo  XX, fundador del movimiento especializado en el mundo obrero juvenil de Acción Católica, la Juventud Obrera Cristiana (JOC).

## Biografía
Nació el 13 de noviembre de 1882 en la localidad belga de Schaerbeek, en el seno de una familia obrera. Fue ordenado sacerdote en 1906. En 1912, fue coadjutor de la parroquia de Laeken, inició su labor pastoral entre los jóvenes obreros belgas y europeos. Fue Director de Obras Sociales de Bruselas y capellán de los sindicatos cristianos (1915), y agrupó a los jóvenes obreros de Bruselas en la llamada Juventud Sindicalista (1919), que se convertiría (1924) en la Juventud Obrera Cristiana.
Fundó en 1920 la Acción Católica, que agrupa a todos los dirigentes obreros católicos, actualmente, en todo el mundo, y fue nombrado cardenal en 1965.
Murió en Lovaina, Bélgica, en 1967, a la edad de 85 años y descansa en la iglesia de Nuestra Señora de Laeken, un favor excepcional porque la iglesia es la de la familia real belga, cuyos miembros están todos enterrados también ahí.
Se encuentra en proceso de beatificación desde 2014, actualmente es Siervo de Dios.